# Cnemaspis dilepis
Cnemaspis dilepis là một loài thằn lằn trong họ Gekkonidae. Loài này được Perret mô tả khoa học đầu tiên năm 1963.